# Gabriela Borges
Gaby Borges (Miami, Florida; 8 de junio de 1999), es una actriz, cantante y bailarina estadounidense.

## Biografía
Es hija de padres mexicanos y tiene una hermana menor, llamada Georgina. Debido a sus compromisos artísticos y el tiempo que le toma grabar estudia en casa. Vive en su ciudad natal.
Desde muy pequeña comenzó su carrera artística, con solo 3 años ya bailaba salsa, y a los 4 fue ganadora del primer lugar en su categoría en la competencia ”World Salsa Federation”.
Ha bailado para los Miami Heat y los Marlin Minnows, formó parte de “The Untouchables” un grupo de baile dirigido por Glenn Douglas Packard.
Su debut como actriz lo hizo en 2010 en la primera telenovela de Univisión “Eva Luna” con el papel de Laurita, la hija de  reconocidísimo actor “Guy Ecker” y el cual le sirvió para ganarse el corazón de todos los televidentes y para que el Nuevo Herald la nominara “Mejor Actriz Infantil”.
Más tarde, en 2012, actuó en la telenovela “Corazón valiente” de Telemundo, encarnando el papel de Jessica, la hija del Verdugo “Gregorio Pernía” y la novia de Nicolás.
Posteriormente participó en el doblaje de la película de Navidad "Sí, Virginia", como Virginia junto a Don Francisco.
En 2013 fue la portavoz de Kidz Bop, y nombrada embajadora del talento hispano en Estados Unidos. Además participó en “Every Witch Way”, la versión estadounidense de Grachi de la cadena Nickelodeon, antes del estreno de esta serie, fue confundida con Paris Smith en el personaje de Maddie Van Pelt.
En la música ha destacado por su interpretación de "Ave Maria" en la telenovela “Eva Luna”  y sus innumerables covers en su canal de YouTube. Además interpreta la canción " A toda velocidad" del productor JL Morin.
Gaby Borges ha participado también como reportera para “Nuestra Belleza Latina” y “Premios Juventud”.
Gaby actuó en el episodio 3: ABORTO de "El Taxi, un ángel en tu camino", el cual es producido por Casa Roca Boca Raton y Neurona Creative Communications.
Entre 2014 y 2015 grabó la telenovela de Venevisión”Voltea Pa' Que Te Enamores", donde encarnó a la adolescente "Maripili".

## Filmografía

### Telenovelas
| Año  | Telenovela                 | Personaje                  |
| ---- | -------------------------- | -------------------------- |
| 2010 | Eva Luna                   | Laura "Laurita" Villanueva |
| 2011 | People en Español          | Nominación                 |
| 2011 | Premios Juventud           | Conductora                 |
| 2012 | Corazón valiente           | Jessica del Toro Aguilar   |
| 2012 | Premios Juventud           | Reportera                  |
| 2013 | Nuestra Belleza Latina     | Conductora                 |
| 2014 | Every Witch Way            | Matilda Roman              |
| 2014 | The F Train                | Elsa                       |
| 2014 | Voltea pa' que te enamores | Maripili                   |
| 2016 | Eva la Trailera            | Teresa Aguilar             |
| 2016 | Super Genios               | Conductora                 |
| 2017 | Mariposa de Barrio         | Patty Benítez              |
| 2017 | Milagros de Navidad        | Leticia                    |
| 2024 | Sed de venganza            | Elisa del Pino (joven)     |
| 2025 | Velvet: el nuevo imperio   | Valeria Márquez            |

### Películas
| Película                | Personaje          |
| ----------------------- | ------------------ |
| Sí, Virginia            | Virginia (voz)     |
| Dora's Pirate Adventure | Pirate Kitty No. 2 |
| Tidings                 | Angelina           |
| Project Godhand         | Mirror Girl        |
| Prisionera del Lente    |                    |
| Elena                   |                    |

## Música

### Singles
| Single           | Producción                                                  |
| ---------------- | ----------------------------------------------------------- |
| Ave María        | Top Stop Music Co.                                          |
| A toda velocidad | JL Morin                                                    |
| Maybe this time  | Escrita por Gaby Borges con la producción de Joel Someillan |
| I CAN            | Escrita por Gaby Borges y Kash Blak                         |
| Reina            | Escrita por Gaby Borges y Kash Blak                         |
| Loca             | Escrita por Gaby Borges y Kash Blak                         |
| Señorita         | Escrita por Gaby Borges, XANDER y HgBaby                    |

### Comerciales
| Año  | Comercial           | Plataforma      |
| ---- | ------------------- | --------------- |
| 2011 | Macy's              | TV Comercial    |
| 2013 | La Voz Kids         | Radio Comercial |
| 2013 | Kidz Bop 24         | TV Comercial    |
| 2017 | Crest               | Radio Comercial |
| 2017 | Payless Shoe Source | Radio Comercial |
| 2018 | Nintendo            | Radio Comercial |
| 2018 | Nintendo            | TV Comercial    |
| 2019 | Tampico             | Radio Comercial |